# 天津轨道交通集团
天津轨道交通集团有限公司，2014年7月，由天津市地下铁道集团有限公司和天津滨海快速交通发展有限公司合并重组而成，是天津市国资委管理的大型国有企业集团。
目前，天津轨道交通集团的股东为天津泰达投资控股有限公司和天津城市基础设施建设投资集团有限公司。

## 对外合作

### 福建武夷山
该公司的子公司为天津轨道交通运营集团有限公司。该子公司参股并参与运营武夷新区旅游观光轨道交通南平市站至武夷山景区线。

### 哈萨克斯坦阿斯塔纳
2024年4月15日，天津轨道交通集团所属地铁集团成功签署哈萨克斯坦首都阿斯塔纳市新交通系统轻轨一期项目咨询服务合同。2024年11月，天津地铁集团成立国际部负责相关国际业务。